# Mayke Nas
Mayke Nas (Voorschoten, 14 mei 1972) is een Nederlands componiste. Van oktober 2016 tot november 2018 was zij 'Componist des Vaderlands'. 

## Loopbaan
Mayke Nas groeide op in een muzikale familie. Haar grootvader was de componist, dirigent en organist Louis Toebosch. Gestimuleerd door haar tante, de performancekunstenares Moniek Toebosch, studeerde Nas compositie in twee etappes, eerst bij Daan Manneke aan het Sweelinck Conservatorium in Amsterdam van 1992 tot 1994. Daarna studeerde ze piano bij Alexandre Hrisanide, Jelena Bazova en Bart van de Roer aan het Brabants Conservatorium in Tilburg tot 2001. In 2000 vervolgde ze haar studie compositie, nu bij Martijn Padding en Gilius van Bergeijk aan het Koninklijk Conservatorium in Den Haag. Ze kreeg studiebeurzen van het Prins Bernhard Cultuurfonds en het Fonds voor de Podiumkunsten waarmee ze in 2003–04 korte tijd kon studeren bij Warren Burt in Melbourne, Australië.
Nas componeerde in opdracht van onder andere het Nieuw Ensemble, het Schönberg Ensemble, Slagwerkgroep Den Haag, Orkest de Volharding, het Ives Ensemble, Aleph (Frankrijk), het Koninklijk Concertgebouworkest, het Rotterdams Philharmonisch Orkest en het Nederlands Studenten Kamerorkest. Nas was 'composer-in-residence' bij het Nieuw Ensemble van 2004 tot 2006. Vaak maken theater, video, tekst & choreografie deel uit van haar composities. Zo bewerkte ze in samenwerking met Wouter Snoei in 2005 het toneelstuk Self-Accusation van Peter Handke voor Slagwerkgroep Den Haag tot het stuk I Delayed People's Flights by Walking Slowly in Narrow Hallways, voor vier spelers, vier stoelen, vier versterkte schoolborden en live-elektronica. In 2006 schreef ze Anyone can do it voor zes volledig onvoorbereide spelers die niet noodzakelijkerwijs muzikaal onderlegd hoeven te zijn, geïnspireerd op Fluxus.
Nas was programmeur in De Link, podium voor hedendaagse en alternatieve muziek in Tilburg van 1997–2007.
Als 'Componist des vaderlands' van 2016 tot 2018, een periode waarin zij vooral als ambassadeur van de Nederlandse moderne muziek optrad, ageerde Mayke Nas tegen de ondermaatse beloning van musici. Haar compositie als substituut voor de bel die traditioneel de stemmingen in de Tweede Kamer inluidt, werd op 30 november 2017 door Slagwerk Den Haag in Nieuwspoort gepresenteerd en symbolisch aan de Kamer aangeboden. Vooral de reactie van VVD-fractievoorzitter Klaas Dijkhoff kwam in het nieuws. Hij noemde haar compositie 'hoogpolig', en vond een "kratje bier" als honorering voor musici voldoende.

## Oeuvre
- 2019 - A Horseless Carriage voor klein orkest (Asko❘Schönberg)
- 2017 - Stemmingsbel voor slagwerk, aangeboden aan de Tweede Kamer
- 2016 - Unravelled voor 4 solo-cellisten, 4 solo-slagwerkers en orkest
- 2015 - Microludium voor blokfluitkwartet
- 2014 - Behind the Scenes IV voor piano en slagwerkkwartet
- 2013 - Waarom niet? voor het Nederlands Studenten Orkest
- 2012 - Down the Rabbit-Hole voor het Koninklijk Concertgebouworkest
- 2012 - Behind the Scenes II voor 2 spelers
- 2012 - Behind the Scenes I voor 4 saxen en 2 slagwerkers
- 2011 - In & Out voor strijkkwartet
- 2010 - Filter or flip! voor de Neue Vocalsolisten Stuttgart
- 2009 - Android voor de Kinkerbrug in Amsterdam
- 2009 - To hell! voor altviool en orkest
- 2009 - plons voor het Nieuw Ensemble
- 2008 - Douze Mains voor zes paar handen in een vleugel
- 2008 - Niets Nieuws voor het Nederlands Blazers Ensemble
- 2007 - Cleaning Instructions voor piano solo
- 2007 - tictactictactictac' voor het ASKO Ensemble, Palinckx & Hans Dagelet
- 2006 - Anyone can do it voor zes volledig onvoorbereide spelers
- 2006 - No reason to panic voor blaasorkest, slagwerk en contrabas
- 2006 - en je noemt het liefde voor vier stemmen en TV, op de tekst Catechismus van Ilja Leonard Pfeijffer
- 2006 - Quite quiet, voor het Nederlands Studenten Kamerorkest
- 2005 - I Delayed People's Flights by Walking Slowly in Narrow Hallways voor 4 spelers, 4 stoelen & 4 versterkte schoolborden met live-elektronica
- 2005 - withorwithout voor strijkkwartet
- 2005 - To hell! voor altviool en ensemble
- 2005 - La Chocolatière Brûlée, voor het Nieuw Ensemble
- 2004 - (now)here voor basklarinet, fagot, trombone, slagwerk, contrabas
- 2004 - Musique qui sent la table et la pantoufle voor sopraan en ensemble
- 2004 - Onder ons voor Orkest De Volharding
- 2003 - Dido voor contrabas, stem en diaprojector
- 2003 - The All European Pigeonsong: musique concrète – tape en video
- 2003 - < > poco espr. voor klarinet- of saxofoonsolo
- 2003 - La Belle Chocolatière voor het Nieuw Ensemble
- 2003 - Enkele reis slaapkamer, een modern-communicatie-technologisch-dramatische klavecimbelsolo
- 2002 - In het beste geval verwilderd, in de war of buiten adem
- 2002 - Z.O.Z voor strijksextet
- 2002 - Entrez! voor drie houtblazers
- 2002 - (w)here, voor het ASKO Ensemble
- 2002 - Ad infinitum voor tape
- 2002 - DiGiT #2 voor pianoduo
- 2001 - Pigeonneau en bécasse voor spreker en ensemble
- 2001 - DiGiT #3 voor viool, piano en spreker
- 2001 - DiGiT #1 voor vier paar wrijvende handen
- 2000 - Ready-made voor slagwerk solo
- 1999 - Contre l'oubli voor viool, sopraansax en piano
- 1998 - ... ik mis alleen een belletje aan mijn hals waarmee ik boven je kan rinkelen wanneer je slaapt voor mandoline en gitaar
- 1997 - Het druk vervoer van stilte voor ensemble
- 1996 - Tsjrrrr... voor sopraan en ensemble

## Prijzen en onderscheidingen
Nas kreeg de Matthijs Vermeulen Aanmoedigingsprijs in 2003 voor het stuk (w)here, geschreven voor het ASKO Ensemble in opdracht van November Music. Ze ontving de Anjer Muziekprijs 2005 van het Prins Bernhard Cultuurfonds tijdens het Traces Festival voor haar werk La Chocolatière Brûlée, geschreven voor het Nieuw Ensemble. Voor "Down the Rabbit-Hole", geschreven voor het Koninklijk Concertgebouworkest, is haar door de Gemeente Den Haag de Kees van Baarenprijs 2015 toegekend. Op 13 oktober 2016 werd zij voor twee jaar benoemd tot Componist des Vaderlands als opvolgster van Willem Jeths. In november 2018 werd zij opgevolgd door Calliope Tsoupaki.

## Citaat
"Het is mooi als er een moment in een stuk zit dat mogelijk alles onderuit kan halen. Bloedserieus met een knipoog".

## Verder lezen
- (nl) (en)  Dimitri van der Werf (red.), Bas van Putten, Tim Rutherford-Johnson. Heldere verwarring: over Mayke Nas = Lucid confusion: about Mayke Nas, uitgave November Music, 2018, 120 pag. ISBN 978-90-77955-40-6